# Boom! Bang!
Boom! Bang! – pierwszy album Karramby. Wydany został nakładem wytwórni Star Maker w 1996 roku na CD i MC. Album sprzedał się w nakładzie czterdziestu tysięcy egzemplarzy.

## Lista utworów
1. „Karramba Rap (Video Mix)” – 4:01
2. „Boom! Bang!” – 4:07
3. „Drugs (Radio Mix)” – 5:00
4. „2005 A. D.” – 3:00
5. „Kulka w łeb” – 3:40
6. „Omamy” – 3:30
7. „Drugs (Natural Born Words Mix)” – 5:00
8. „Karramba Rap (Hard Mix)” – 4:50
9. „Czarna prawda” – 1:07
10. „Mój styl” – 3:01
11. „Lubię” – 3:58
12. „Baltazar” – 3:18
13. „Sex schemat” – 3:12
14. „Ring – Ding! Dong!” – 3:48
15. „Memento mori” – 1:25

## Wykonawcy
- Marcin Kitliński – muzyka, rap
- Dariusz Adekoya – rap anglojęzyczny (2, 3, 4, 5, 7, 10, 14)